# Haruki Murakami
Haruki Murakami (Japans: 村上春樹, Murakami Haruki) (Kyoto, 12 januari 1949) is een Japanse schrijver en vertaler.

## Biografie
Murakami werd geboren in Kyoto en groeide op in Kobe. Zijn vader was de zoon van een boeddhistische priester. Zijn moeder was de dochter van een koopman uit Osaka. Beiden gaven les in Japanse literatuur. Murakami was echter altijd meer geïnteresseerd in de Amerikaanse literatuur, waardoor hij zich een westerse schrijfstijl eigen maakte, waarmee hij zich onderscheidde van zijn Japanse tijdgenoten.
Terwijl hij een opleiding toneel aan de Waseda-universiteit in Tokio volgde, ontmoette hij zijn latere vrouw Yoko. Zijn eerste baan was in een platenzaak. Na zijn studie opende hij in Tokio samen met zijn vrouw een jazzbar, "Peter Cat". Deze zaak leidde hij van 1974 tot 1982. Dit verklaart waarom veel van zijn boeken en met name Dans, dans, dans een muzikaal thema hebben. Dans, dans, dans is genoemd naar het lied van The Beach Boys Dance, Dance, Dance, en het boek Norwegian Wood is genoemd naar het lied van The Beatles.
Murakami schreef geen fictie tot na zijn dertigste. In 1987 kwam zijn echte doorbraak met de publicatie van Norwegian Wood, een nostalgisch verhaal over verlies en het seksueel opgroeien van een tiener die terugkijkt op zijn studentenleven en verliefd wordt op twee vrouwen tegelijkertijd. Van dit boek werden miljoenen exemplaren gekocht door Japanse jongeren, waarmee hij een nationale beroemdheid werd. In 1986 verliet hij Japan en reisde door Europa, waarna hij zich vestigde in de Verenigde Staten. Hij gaf les aan de universiteit van Princeton (New Jersey). In deze periode schreef hij Dans, dans, dans, De opwindvogelkronieken en Ten zuiden van de grens.
Tussen het schrijven doet Murakami veel aan hardlopen. Hij liep verschillende marathons en volbracht ook enkele triatlons.

## Bestseller 60
| Boeken met noteringen in de Nederlandse Bestseller 60 | Jaar van verschijnen | Datum van binnenkomst | Hoogste positie | Aantal weken | Opmerkingen                                     |
| ----------------------------------------------------- | -------------------- | --------------------- | --------------- | ------------ | ----------------------------------------------- |
| Norwegian Wood                                        | 2007                 | 14-03-2007            | 38              | 3            |                                                 |
| 1Q84                                                  | 2009                 | 07-07-2010            | 31              | 1            |                                                 |
| 1Q84. Boek drie.                                      | 2011                 | 23-02-2011            | 22              | 3            |                                                 |
| De kleurloze Tsukuru Tazaki en zijn pelgrimsjaren     | 2014                 | 15-01-2014            | 5               | 13           |                                                 |
| Mannen zonder vrouw                                   | 2016                 | 09-03-2016            | 12              | 6            |                                                 |
| De moord op Commendatore 1                            | 2017                 | 06-12-2017            | 15              | 15           | deel een van de serie De moord op Commendatore  |
| De moord op Commendatore 2                            | 2018                 | 17-01-2018            | 6               | 8            | deel twee van de serie De moord op Commendatore |
| Romanschrijver van beroep                             | 2019                 | 23-01-2019            | 57              | 1            |                                                 |
| Eerste persoon enkelvoud                              | 2021                 | 03-03-2021            | 6               | 21           |                                                 |
| De stad en zijn onvaste muren                         | 2024                 | 29-05-2024            | 4               | 12           |                                                 |

### Interviews
- Interview met Laura Miller in Salon, december 1997
- Interview met Sinda Gregory, Toshifumi Miyawaki en Larry McCaffer, Centrum voor Boek Cultuur
- Interview met Roland Kelts, Metropolis Magazine
- Interview met Matt Thompson in The Guardian, 26 mei 2001
- Interview met Velisarios Kattoulas, Time Asia, 25 november 2002
- Een interview met Roland Kelts, The Japan Times: 1 december 2002
- Een interview met Richard Williams in The Guardian, 17 mei 2003

- Bibsys: 90667003
- Biblioteca Nacional de Chile: 000328785
- Biblioteca Nacional de España: XX1044183
- Bibliothèque nationale de France: cb12206638k (data)
- Catàleg d'autoritats de noms i títols de Catalunya: 981058518350906706
- CiNii: DA00365644
- Digitale Bibliotheek voor de Nederlandse Letteren: mura004
- Gemeinsame Normdatei: 119037092
- International Standard Name Identifier: 0000 0001 2146 8778
- Library of Congress Control Number: n81152393
- Nationale Bibliotheek van Letland: 000008179
- MusicBrainz: b3a0e12e-71a0-454d-86e2-2c608bb4ffba
- Bibliotheek van het Japanse parlement: 00104237
- Nationale Bibliotheek van Tsjechië: xx0004280
- Nationale bibliotheek van Australië: 35828900
- Nationale Bibliotheek van Israël: 987007265777105171
- Nationale Bibliotheek van Polen: a0000002180592
- Nationale en Universitaire bibliotheek Zagreb: 000295617
- Nederlandse Thesaurus van Auteursnamen: 07492866X
- Istituto Centrale per il Catalogo Unico: LO1V086706
- LIBRIS: 283411
- Système universitaire de documentation: 030703476
- Trove: 1455187
- Virtual International Authority File: 108238901
- WorldCat: E39PBJwtjFCtbxWMVyKmHDHQv3